# Олевский, Марк Зиновьевич
Марк Зиновьевич Оле́вский (3 августа 1909, Романовка, Радомысльский уезд, Киевская губерния — 2009, Иерусалим) — советский инженер-механик, специалист в области вооружения. Лауреат Сталинской премии первой степени.

## Биография
Родился 3 августа 1909 года в местечке Романовка. Окончил Ленинградский военно-механический институт (1936).
- 1936—1940 — мастер, начальник зенитного цеха на артиллерийском заводе № 8 (Подлипки Московской области).
- 1940—1947 — главный инженер, первый заместитель директора завода № 92 в Горьком (во время войны там было выпущено 100 тысяч артиллерийских орудий, в том числе танковых). Инженер-полковник (1944).
- 1947—1948 — главный инженер спец. КТБ по проектированию ракет (Москва).
- 1948—1953 — начальник производства на Станкостроительном заводе имени С. Орджоникидзе.
- 1955—1957 — начальник специального КТБ.
- 1957—1960 — начальник Управления машиностроения и совета Новосибирского совнархоза.
- 1960—1965 — начальник отдела, заместитель начальника Главка в СНХ РСФСР.
- 1965—1986 — зам. начальника производственного управления Минстанкопрома.
- 1986—1992 — старший научный сотрудник ГВЦ Эксперимент и НИИ машиностроения.

Эмигрировал в Израиль, где выступал с лекциями в различных учреждениях и на ТВ, являлся активным членом технологического сообщества, издал книгу воспоминаний «В тылу как на войне», копии которой хранятся в Национальной библиотеке Израиля, а также в музее завода № 92.
Умер в начале 2009 года в Иерусалиме, не дожив нескольких месяцев до 100-летнего возраста.

## Семья
Отец — Зисл Мордухович Олевский; мать — Фейга Мееровна Олевская. 
Жена — Евгения Исааковна Олевская (урождённая Каплун).

## Награды и премии
- Сталинская премия первой степени (1946) — за коренное усовершенствование технологии и организацию высокопроизводительного поточного метода производства пушек, обеспечившее значительное увеличение их выпуска при снижении расхода металла и уменьшении потребности в рабочей силе[1]
- два ордена Ленина.
- орден Отечественной войны II степени
- орден Трудового Красного Знамени
- медали

## Сочинения
- «Кузница победы» (М., 1974; 3-е изд. — 1985)
- «Оружие победы» (М., 1985; 2-е изд. — 1987)
- «В тылу как на войне»